# Krški most
Krški most (hrvaško Krčki most, prej Titov most) je dvopasovni cestni most, ki povezuje otok Krk z obalo pri Kraljevici. Dolžina mostu z vsemi dostopi znaša 1430 m.
Dela na mostu so se pričela julija 1976 pod pokroviteljstvom predsednika Socialistične federativne republike Jugoslavije Josipa Broza. Slovesno odprtje je bilo 19. julija 1980.
Most je postal znan po betonskem loku do otočka Sveti Marko, ki je bil z dolžino 390 m (dejanski razpon loka je celo 416 m, saj se njegov del nahaja pod morsko gladino) v času gradnje najdaljši betonski lok na svetu in je bil za 85 m daljši od takrat najdaljšega mostu v Sydneyju.
Pred izgradnjo mostu so otok s celino povezovali trajekti na kratki liniji Črišnjeva - Voz.

## Lega
Krški most je bil zgrajen na območju med zalivom Črišnjevo in Škot, ki sta v občini Kraljevica, na celini, na otoku Sveti Marko in na območju občine Omišalj na otoku Krku. Otok Sveti Marko je graditeljem služil za kopanje temeljev obeh lokov mostu in kot »nosilec« za cesto med obema lokoma. Morsko ožino med Svetim Markom in kopnim, »Tihi kanal«, premošča velik lok, z malim lokom pa med Svetim Markom in Krkom »Burni kanal«.
Območje, kjer je most zgrajen, je na severni strani odprto in izpostavljeno močnim nevihtnim sunkom, zato se most včasih zapre.
Globina morja pod mostom se giblje do 60 metrov, s tem da je večja pod daljšim lokom, to je med celino in Svetim Markom.

## Zgodovina
Obstajala je teza, da je Krk že v srednjem veku povezoval s kopnim most, domnevno lesen. Temu je botrovalo dejstvo, da so takratni krški vladarji Frankopani postopoma širili svojo posest na bližnjo celino (Novi Vinodolski, Trsat, Modruš...). Ta teorija je imela temelje v poročilu prvega beneškega guvernerja otoka Krka Antonia Vinciguerra iz leta 1481, v katerem piše: ...»et stringes (Veglia) cum la terra ferma in una ponta per distantia di mezo miglio«. Vendar pa gre dejansko za napačno razlago tega poročila; »stringesi« pravzaprav pomeni »stiskanje«, ne »spojitev«, beseda »ponta« pa pomeni »ostra konica«, »izboklina«, ne pa mostiček, ker bi potem moralo pisati »ponte«. Iz besede ponta je kasneje v italijanskem jeziku nastala beseda punta.
Prve konkretne zamisli o povezovanju otoka Krka s kopnim z mostom so se pojavile po prvi svetovni vojni. Nato je bližnja Reka pripadla Italiji, zato je njeno vlogo pomembnega pristanišča prevzel Sušak. Ideja je bila zgraditi del pristaniških terminalov na območju Malinske na Krku, predpogoj za to pa je bila povezava otoka s kopnim. Dunajsko podjetje "Wagner-Biro" je izdelalo projekt jeklenega mostu, ki ga podpira več stebrov, vkopanih v morsko dno. Projekt zaradi težke gospodarske situacije ni bil realiziran.
Po drugi svetovni vojni je ideja o gradnji mostu oživela. Leta 1960 se je začela priprava študij, ki so predlagale več vrst mostov in celo gradnjo predorov pod morjem. Na koncu je bila izbrana rešitev betonsko-ločnega mostu čez otok Sveti Marko, ki so ga izdelali beograjski projektant Ilija Stojadinović in njegova sodelavca Vukan Njagulj in Bojan Možina.
Gradnja mostu se je začela julija 1976 pod pokroviteljstvom predsednika takratne SFR Jugoslavije Josipa Broza Tita. Most sta štiri leta gradili podjetji Mostogradnja iz Beograda in Hidroelektra iz Zagreba, uradno odprtje pa je bilo 19. julija 1980.

## Podatki
Most je izstopal po armiranobetonskem loku od kopnega do otočka Sveti Marko, katerega razpon je bil 390 metrov, kar je v času izgradnje pomenilo največji tovrstni most na svetu. Toda leta 1995 ga je presegel most Wanxian čez reko Jangce na Kitajskem, katerega razpon armiranobetonskega loka je 420 metrov.
V prvih 20 letih je most prečkalo 27,2 milijona vozil.
Poleti čez most v enem dnevu prečka tudi do 28.000 vozil.
17. januarja 1987 ob 19.25 so na mostu zabeležili sunek burje s hitrostjo 220 km/h.
V mostu so nameščene tudi cevi jadranskega naftovoda, ki se začne na bližnjem terminalu Omišalj, ter vodovodne cevi, ki oskrbujejo industrijo na območju občine Omišalj. Leta 2008 sta bila dodana še dva vodovoda, eden za pitno vodo iz reškega vodovoda, zaradi povečanih potreb po vodi na otoku, predvsem v poletnih mesecih, in drugi za industrijske objekte INA, ki zajema tehnično vodo iz Tribaljskega jezera v Vinodolu.